# Sätertjärnen (Silleruds socken, Värmland)
Sätertjärnen är en sjö i Årjängs kommun i Värmland och ingår i Göta älvs huvudavrinningsområde.